# Xã Clay, Quận Ottawa, Ohio
Xã Clay (tiếng Anh: Clay Township) là một xã thuộc quận Ottawa, tiểu bang Ohio, Hoa Kỳ. Năm 2010, dân số của xã này là 5.058 người.